# Freys Hyrverk

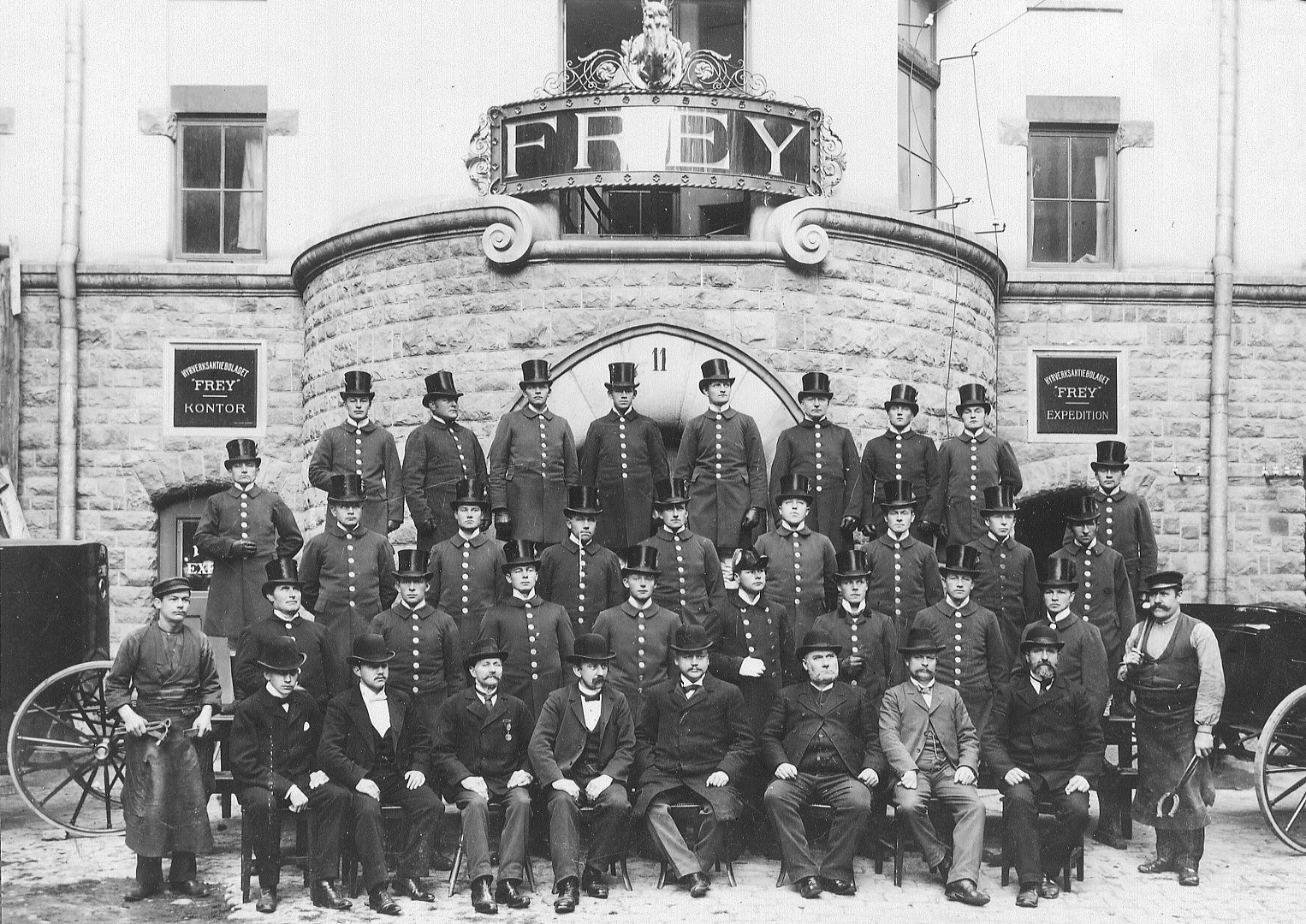
Hyrverks Aktiebolaget Frey, Grev Turegatan 11, omkring 1910.

Freys Hyrverk (kort Freys) är ett företag som utför persontransporter. Det grundades 1896 av Gustaf Liljedahl i Stockholm och hade fram till 1973 sin verksamhet i kvarteret Sperlingens backe vid Grev Turegatan 11. Liljedahls affärsidé var att tillhandahålla exklusiv privat transport för välsituerade Stockholmare. Idag ligger Freys vid Norrtullsgatan 63 och räknas till Skandinaviens största och äldsta företag som tillhandahåller limousineservice. Företaget är uppkallat efter hästen Frey som vann en uppmärksammad distansritt mellan Jönköping och Stockholm 1895.

## Historik

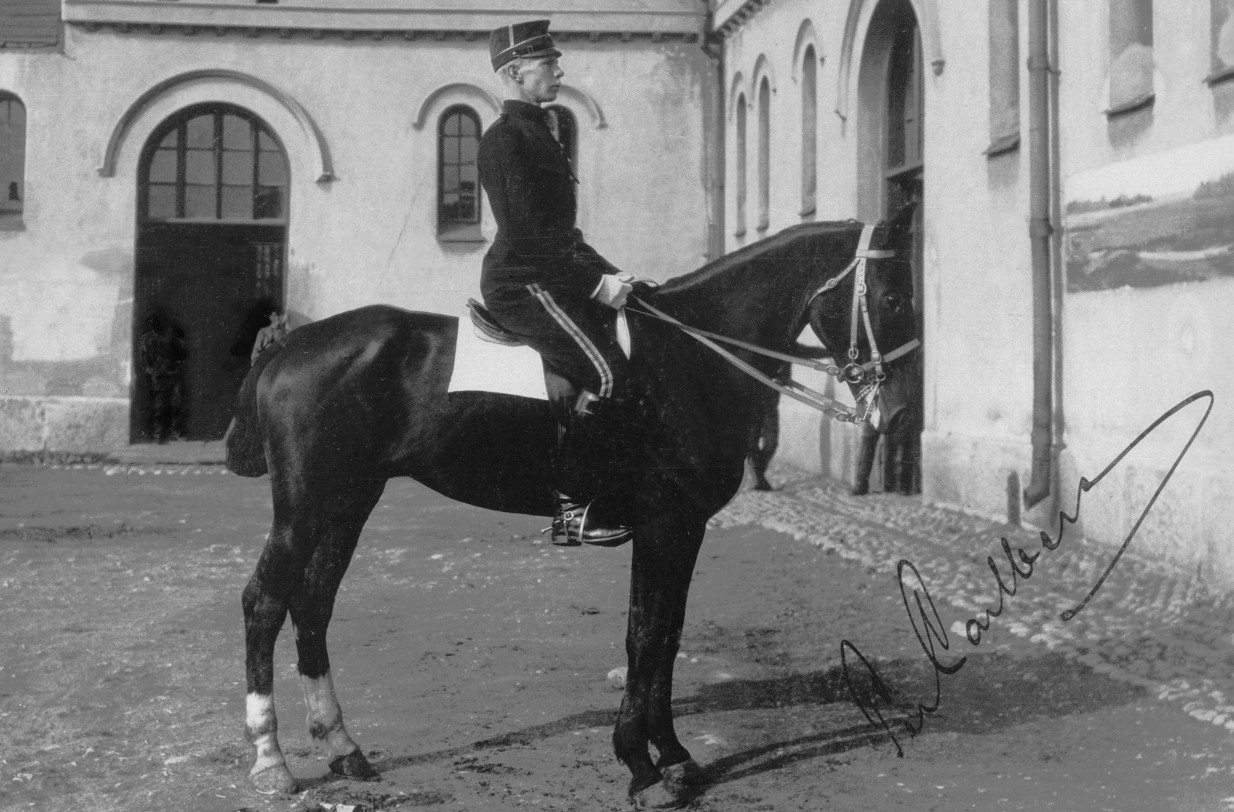
Frej och underlöjtnant Per Carlberg.

”Freys” är ett av Stockholms äldsta varumärken och går tillbaka till hästen Frey (eller Frej) som, riden av underlöjtnant Per Carlberg, vann en mycket uppmärksammad distansritt mellan Jönköping och Stockholm. Tävlingen gick mellan den 3 och 6 oktober 1895 från Jönköping över Västerås till Stockholm, och Frey vann de då 45 milen på tiden 44.22,30 timmar, vilket motsvarade en snitthastighet på cirka 10 km/h inklusive vila.
Freys Hyrverk bildades 1896 genom sammanslagning av tre hyrfirmor: Westerberg & Co, Käck & Co och CG Jonssons hyrverk. Initiativtagare var före detta kusken Gustaf Liljedahl vilken redan som 16-åring började arbeta för sin far och så småningom övertog hans verksamhet; Westerberg & Co. Åkeriet blev direkt från starten Skandinaviens största med över 100 hästar. Freys kuskar var alltid klädda i uniformer i engelsk stil som bestod av en mörkblå jacka, vita byxor, polerade stövlar med gula manschetter och en topphatt. Det stack ut från dåtidens kuskar som kunde vara smutsiga och onyktra.

## Hästpalatset

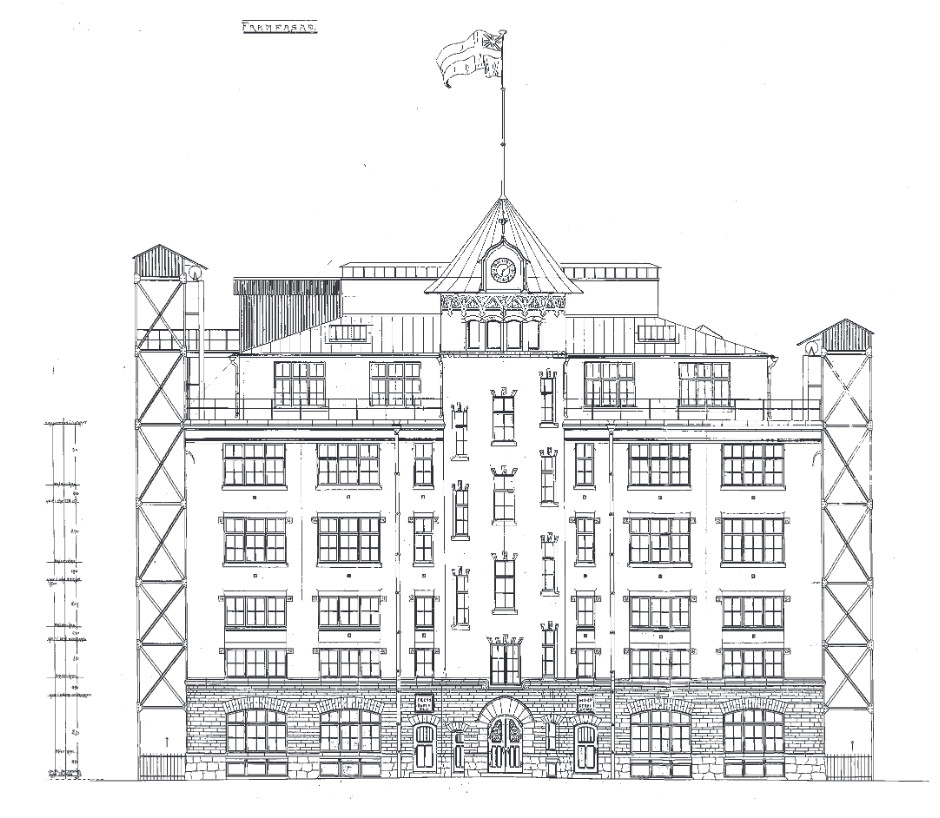
Freys "hästpalats", ritning 1898.

För att husera sin verksamhet beslutade företaget att låta uppföra ett specialanpassat ”hästpalats” på fastigheten Sperlingens backe 54 vid Grev Turegatan 11. Wilhelm Klemming, som tidigare arbetat med det närbelägna Sturebadet, utsågs till projektets arkitekt och byggmästare.
Byggnaden uppfördes åren 1898-1900 och var då ett gårdshus med en bred, asfalterad gård med tillfart från gatan. Huset kom att bli fyra våningar högt med en indragen takvåning. Mot infarten och Grev Turegatan pryddes huset av ett karakteristiskt trapphustorn. 
Byggnaden innehöll en del tekniska innovationer, bland annat en bärande stomme av stålpelare och så kallade bremervalv (stålbalkar som bär upp valv av håltegel). En annan nyhet var ett centralvärmesystem. Mest spektakulär var dock en hissanordning vid båda gavlarna som kunde transportera såväl hästar som kuskar och vagnar upp och ner mellan samtliga våningar.
På första våningen fanns stallplatser för 106 hästar med vattenspilta för hästarnas bad samt sovrum, matsal och tvättrum för kuskarna. Vattnet kom från egen brunn. På andra våningen låg ett vagnmakari och i våningen däröver verkstäder. I källare och bottenvåning låg vagnsbodar, kontor och expedition. Vinden var foderupplag. Kostnaden för bygget var en miljon kronor, en för tiden hög summa (motsvarande knappt 59 miljoner kronor i 2019 års penningvärde). Byggnaden invigdes i oktober år 1900 under pompa och ståt. För att tillgodose det ökande platsbehovet uppfördes 1913 de båda gårdsflyglarna efter ritningar av arkitekterna David Lundegårdh och Edward Ohlsson.
Freys ursprungsfastighet finns fortfarande kvar och blev i slutet på 1980-talet en del av Sturegallerians entré från Grev Turegatan. Fastigheten är grönmärkt enligt Stadsmuseets kulturhistoriska klassificeringssystem, vilket innebär att bebyggelsen bedöms vara ”särskilt värdefull från historisk, kulturhistorisk, miljömässig eller konstnärlig synpunkt”. I ramen för en modernisering av Sturegallerian kommer den nuvarande entrébyggnaden från Grev Turegatan att rivas och Freys gamla trapphustorn blir åter fullt synligt.

## Verksamhet

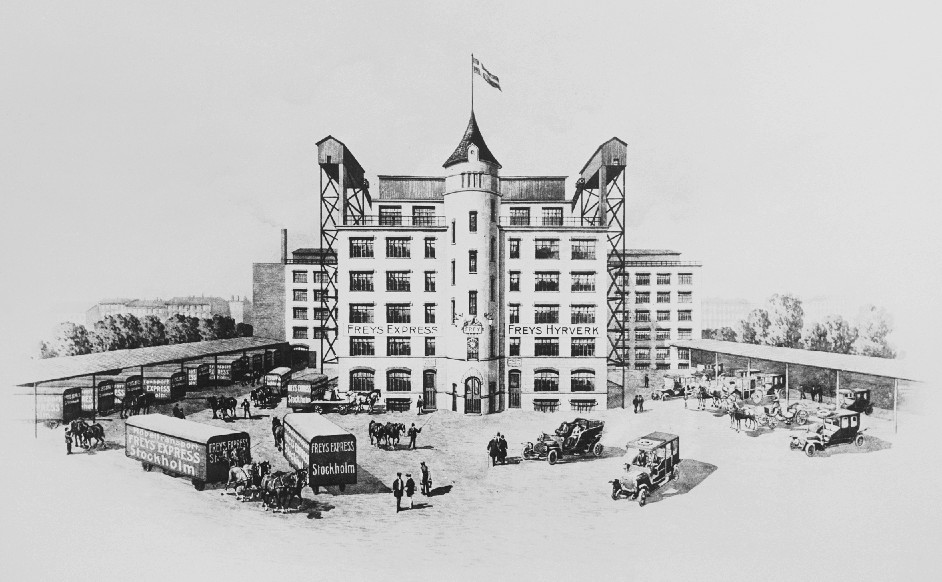
Freys Hyrverk, ca 1910 (idealiserad bild).

Året efter invigningen hölls den första utdelningen av Nobelpriset och Freys fick uppdraget att köra deltagarna till festen, ett hedersuppdrag som företaget fortfarande sköter. År 1902 utökades verksamheten med Freys Express som åtog sig möbeltransport samt emballering, packning, förtullning och transporter av varor.  
År 1906 köpte Freys sin första automobil, då mer som en kuriositet än en seriös rival till häst och vagn. Redan 1910 hade dock hästskjutsarna i stor utsträckning ersatts av motorfordon och kuskarna av chaufförer. Samma år utsågs Freys till kunglig hovleverantör. Freys har än idag kvar sina uppdrag åt kungahuset och sköter limousinservicen till kungafamiljen, bland annat i samband med kung Gustav VI Adolfs begravning 1973 och Kungabröllopet 1976. Det senare uppdraget var Freys hittills största, och krävde en insats av femtio bilar och chaufförer.
Hyrverks-verksamheten vid Grev Turegatan fortsatte till 1973 då företaget gick i konkurs. Året därpå förvärvades konkursboet av företagaren Anders Läck. 1979 lämnade Freys sina lokaler vid Grev Turegatan. 1986 firade Freys 90-årsjubileum genom en 1,3 kilometer lång kortege bestående av 90 bilar ledd av ägaren Anders Läck i en Packard av årsmodell 1934. År 1989 utökade Läck verksamheten med Freys Hotel vid Bryggargatan 12A. År 1991 gick även denna konstellation i konkurs; Freys limousinservice och Freys hotellverksamhet gick skilda vägar. Freys Hotel drivs idag (2019) av Anders Läcks son Niklas medan Jan Henrik Westlund, PO Månsson, Per Broström samt 4 minoritetsägare äger Freys Hyrverk.

## Bildgalleri (historiska fordon)

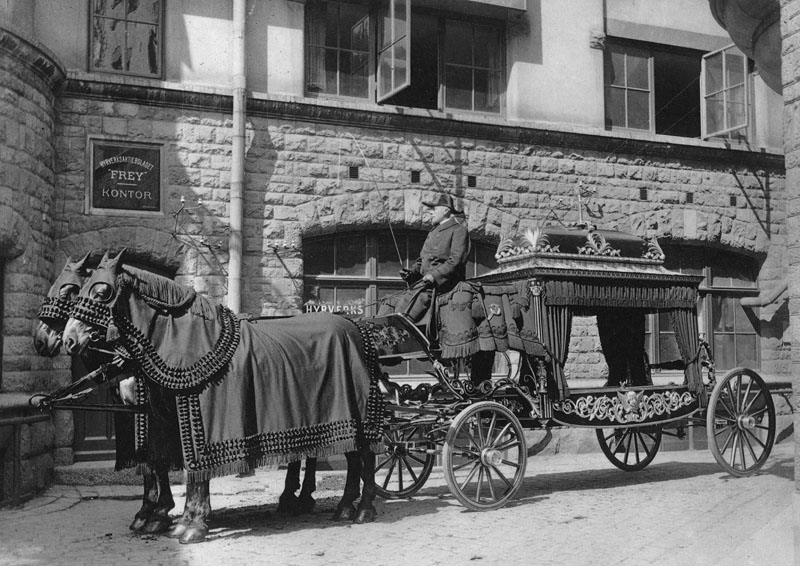
En katafalkvagn utanför Freys kontor, 1901–1910.
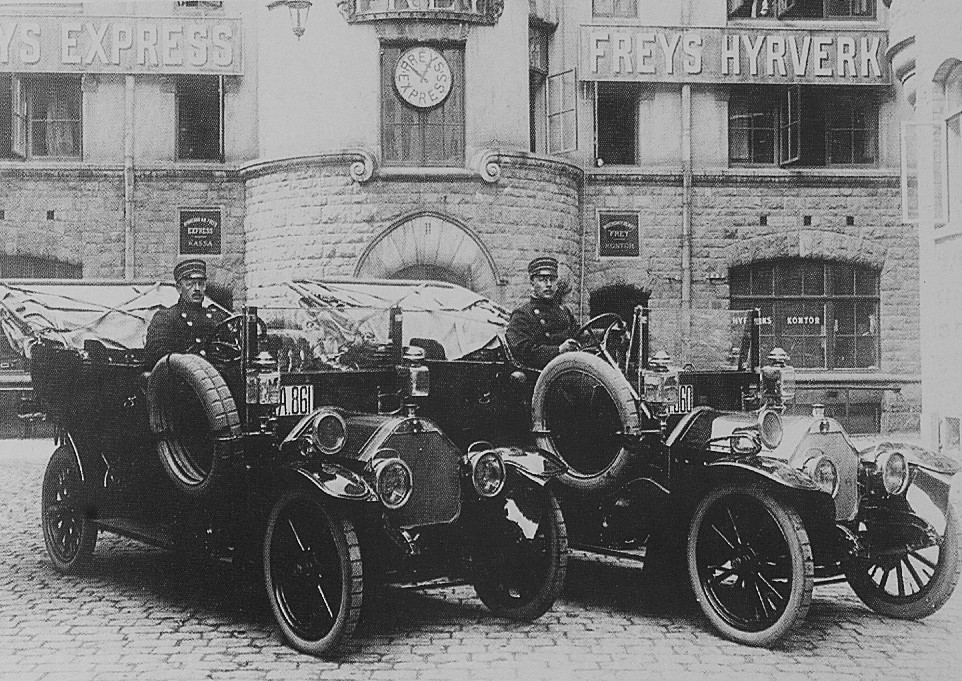
Två av Freys första bilar, 1910.
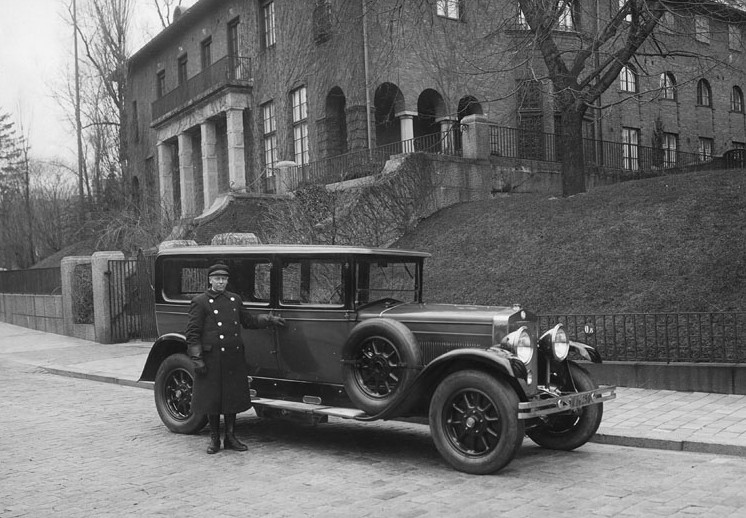
En av Freys bilar utanför Tryggerska villan, 1920-tal.
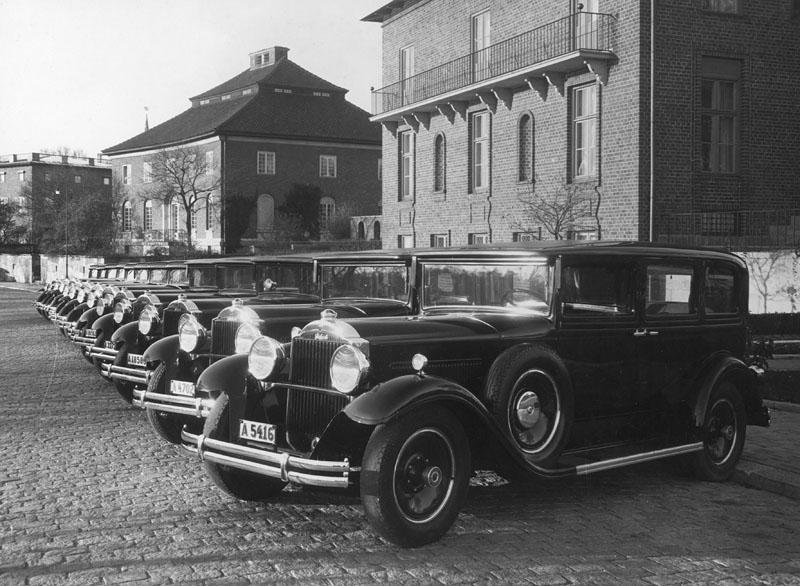
En rad med Packard Eight framför Villa Hjorth på Nobelgatan i Diplomatstaden, mellan 1930 och 1934.
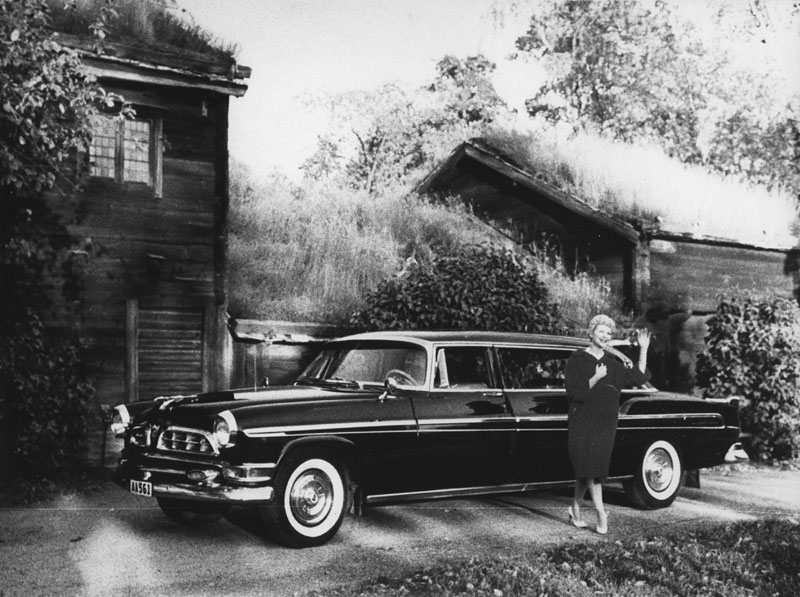
En Chrysler från Freys på Skansen, 1956.

## Referenser

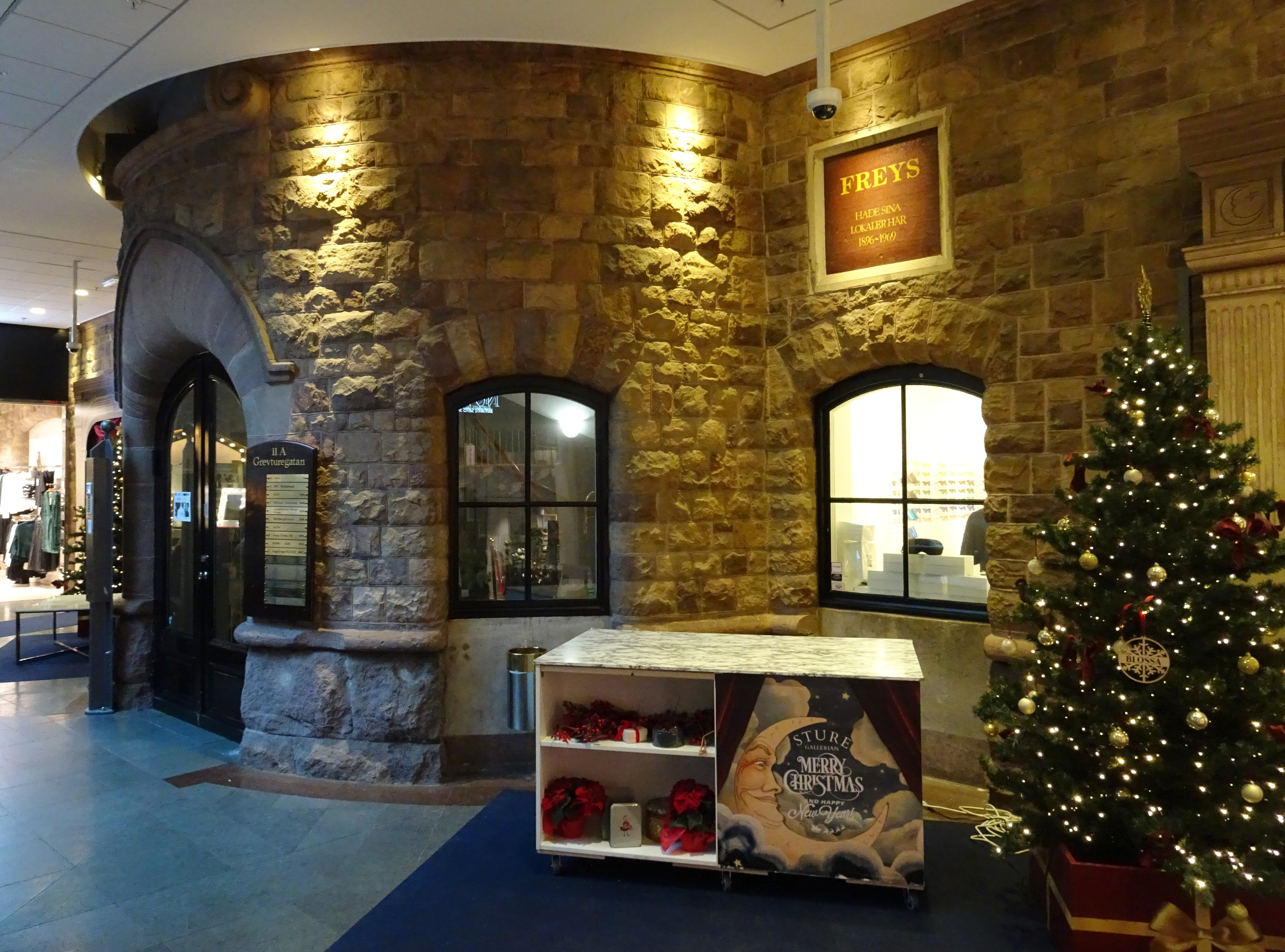
Freys gamla entré i Sturegallerian, 2019.